# Камарина (Сицилия)
Кама́рина (др.-греч. Καμὰρινα) — античный город, располагавшийся на южном побережье Сицилии возле современного города Виттория.
Город основали в 599 году до н. э. выходцы из Сиракуз Даскон и Менекол. Спустя некоторое время, Камарина перестаёт подчиняться Сиракузам, вследствие чего между городами начинается война, закончившаяся поражением Камарины и изгнаннием её жителей в 553 году до н. э.
В 492 году до н. э. тиран города Гелы Гиппократ осадил Сиракузы. Город от поражения спасло лишь вмешательство коринфян и керкирян. В итоге, между Сиракузами и Гиппократом был заключён мирный договор, по условиям которого за освобождение пленных сиракузских граждан, в качестве выкупа Гиппократу были переданы земли Камарины. После этого, Гиппократ заново отстроил и заселил город.
В 485 году до н. э. Сиракузы захватил Гелон, преемник Гиппократа, служивший у него начальником конницы. Он сильно перестраивает Сиракузы и, в 484 году до н. э., переселяет в него жителей Камарины. Саму Камарину он при этом повелевает разрушить.
Однако, в 461 году до н. э. жители Гелы в третий раз застраивают и заселяют Камарину.
В 339 году до н. э. коринфский полководец Тимолеонт, захвативший Сиракузы и свергнувший тирана Дионисия Младшего, расширил Камарину и переселил туда часть жителей из Леонтин.
В I веке место, где располагалась Камарина, уже полностью заброшено.